# Adrien Raffeneau-Delile
Pour les articles homonymes, voir Delile et Raffeneau.
Adrien Raffeneau-Delile, né le 22 octobre 1773 à Versailles et mort le 11 avril 1843 à Paris, est un ingénieur des ponts et chaussées français. Il est le frère d'Alire Raffeneau-Delile, qui, comme lui, fait partie de l'expédition d'Égypte.

## Biographie
Il est le fils de Jean-Baptiste Élie Raffeneau-Delile, porte-malle ordinaire du Roi, et de Catherine Bar. Après de brillantes études au collège de Lisieux et à l'École nationale des ponts et chaussées, il est admis à l'École polytechnique le 14 frimaire an III (4 décembre 1794), où il devient chef de brigade, et le 23 germinal an VI (17 avril 1798), il est promu au grade d'ingénieur ordinaire des ponts et chaussées. Désigné par Bonaparte pour faire partie de l'expédition d'Égypte, il est attaché au général du génie Caffarelli et part de Toulon le 19 mai 1798 à bord d'une flotte de treize vaisseaux pour l'Égypte.
Il est nommé membre de l'Institut d'Égypte le 22 août 1798, dans la section de physique.
Il est chargé de la direction de la monnaie du Caire, du nivellement de la vallée du Nil dans la province de Syout, et de l'exploration du désert entre le Nil et la mer Rouge.
Il se familiarise avec la langue arabe.
Les membres de la Commission des sciences et des arts ayant décidé de faire des reproductions de la pierre de Rosette, Jean-Joseph Marcel, Nicolas-Jacques Conté et Adrien Raffeneau-Delile, réalisent des fac-similés selon trois procédés d’imprimerie différents. Jean-Joseph Marcel invente l'autographie, qui consiste à enduire d'encre la pierre et d'appliquer soigneusement du papier pour que l'encre ne pénètre pas les caractères gravés, qui apparaissent ainsi en blanc sur fond noir et à l'envers sur le papier. Nicolas-Jacques Conté utilise une méthode inverse, la chalcographie, par laquelle ce sont les creux qui retiennent l'encre. Le texte imprimé apparait donc en noir, sur fond blanc, toujours à l'envers. Adrien Raffeneau-Delile prend l'empreinte de la pierre de Rosette en effectuant un moulage à base de soufre. Les épreuves de chaque procédé sont remises au général Dugua qui, au printemps 1800, les dépose à l'Institut de France. C’est la copie d'Adrien Raffeneau-Delile qui sera publiée dans l’ouvrage collectif des savants, la Description de l'Égypte.
De retour en France en 1802, il participe avec son frère à la rédaction de la Description de l'Égypte. Sa reconnaissance de l'Égypte entre le Nil et la mer Rouge se trouve dans le volume II - « État Moderne ». 
En 1803, il est envoyé à Ostende pour des travaux de génie sur le port. Il dessine les plans du bassin de retenue et de l'écluse de chasse qui sont approuvés par l'Empereur en août 1804 lors d'une visite d'inspection. Il assainit la ville en asséchant les marais environnants, ainsi que ceux autour de Nieuport et Slijkens (nl). le 11 février 1811, il est nommé ingénieur en chef à Bruges où il met au point le plan d'un pont tournant à deux volées, soutenues par leurs extrémités par des contre-fiches à mouvement conique. Il doit cependant quitter Bruges en 1814 à la suite de la défaite de Napoléon avant la mise en exécution de ce pont.
En 1814, il dirige des travaux de dessèchement des marais de Rochefort-sur-Mer et de la vallée de la Boutonne. En 1816, il ouvre des routes à travers les montagnes de l'Aveyron, jusqu'alors dépourvues de grandes voies de communication. Dans le même département, il dirige la construction du pont Lerouge à Millau au-dessus du Tarn entre 1818 et 1821,.
Il est ensuite envoyé dans le Pas-de-Calais pour y améliorer la production du sucre de betterave. Il devient un des principaux industriels d'Arras en créant d'abord une ferme pour la culture de la betterave en 1820 à Louez-lès-Duisans puis y adjoint une sucrerie en 1825 pour lesquelles il s'associe avec une famille de notables locaux.
En 1835, il met au point un projet de canal entre Arras et Boulogne-sur-Mer afin de mettre en valeur le centre du Pas-de-Calais et unifier le département mais le projet n'aboutit pas.
Il travaille également dans le port de Calais, où une écluse porte son nom.
Il meurt en 1843. Son fils, Adrien-François-Auguste (1816-1870), reprend sa manufacture de sucre.

## Distinction
- Officier de la Légion d'honneur en 1837[16].

## Œuvres
- Observations de M. Raffeneau de Lile sur la question du port d'Alger